# Диктатура пуковника
Грчка војна хунта (1967—1974), познатија и под именима Режим пуковника (грч. Το καθεστώς των Συνταγματαρχών) и у Грчкој Диктатура (грч. Η Δικτατορία) или Седам година (грч. Η Επταετία) односи се на серију десничарских влада које су у тих 7 година владале Грчком. Раздобље диктатуре трајало је од 21. априла 1967. године, па до 23. јула 1974. године.
Војна хунта била је одраз преко 30 година подељености Грка и политике у држави. Иако су је током Другог светског рата нацисти окупирали, од 1944. до 1949. године трајао је грађански рат између монархистичких снага (присталица краља и диктатуре) с једне стране, те комунистичких герилаца с друге стране. На Грчку је снажно утицала и Труманова доктрина.
Након краја грађанског рата, краљ се вратио на власт, али ситуација се није смирила.
Рано ујутру, 21. априла 1967. године само неколико недеља пре избора за нову владу, тенкови су изашли на улице Атине. Вођа пуча био је бригадир Стилијанос Патакос, а уз њега су били и пуковници Јоргос Пападопулос и Николаос Макерезос. Чланова хунте на крају је било пет. Ваља нагласити да је током владавине хунте преко 10.000 људи ухапшено. Људи су затварани по сумњом за левичарску политичку идеологију. Православље је широко истицано и слављено. Како су године пролазиле, војска је постајала све омраженија. Краљ је покушао да сруши хунту, али није успео па је побегао 1967. године, а након пада хунте, монархија је укинута референдумом из 1973. године. Хунту је током владавине обилато финансирала влада САД како би била ефикасан „бедем заштите против ширења комунизма“.
Један од њених најгорих потеза било је крваво гушење устанка на атинској Политехничкој школи 17. новембра 1973. године. Свргнули су кипарског председника, архиепископа Макариоса, а били су и на рубу отвореног рата са Турском. Пад хунте догодио се 23. јула 1974. године када је тада слабо познати генерал Федон Гизикис послао тенкове на улице Атине и Солуна. Годину касније предао је власт грађанским политичарима.
Јануара 1975. године, чланови хунте су ухапшени и против њих је покренут судски процес у августу. Првобитно су Пападопулос, Макарезос и Јоанидес осуђени на смрт, али је казна преиначена на доживотну робију. Покушај амнестије 1990. године није успео због масовних демонстрација конзервативаца, социјалиста и комуниста.